# 苏克吉特·辛格
苏克吉特·辛格（英語：Sukhjeet Singh，1996年12月5日—），印度男子曲棍球运动员，2023年亚洲曲棍球冠军杯金牌得主、2022年亞洲運動會男子金牌得主、2024年夏季奥林匹克运动会男子铜牌得主。